# イノベーション都市
イノベーション都市（いのべーしょんとし）とは、イノベーションハブの機能を有し、人材が集積している都市のことである。新規事業、起業、イノベーション、研究開発が盛んといった特徴がある。

## 背景
新規事業、起業、イノベーション、研究開発が盛んな都市において集積性が注目されている。これは、シリコンバレー、イスラエル、深圳、シンガポール、バンガロールなどにおいて、独自のエコシステムを有し都市の集積性が見られるからである。このような、イノベーションエコシステムは、人的資本(イノベーション人材プール)、経済資本(支援リソース供給源)、インフラ資本(交流促進インフラ)、促進環境資本(イノベーションフレンドリーな行政)、ネットワーク資本(遭遇支援装置)、文化資本(創発カルチャー)などを有する。
オープンイノベーションの観点から、海外のイノベーション都市との連携の動きも存在する。
その一方、中国に関しては米中新冷戦など安全保障の観点から深圳との連携には警戒し、人民解放軍との関係を指摘する声もある。

## イノベーション都市のランキング
グローバル・アントレプレナーシップ・ネットワーク「Global Startup Ecosystem Report 2022」によるとスタートアップエコシステムの都市ランキングは下記の通り。
| 1  | シリコンバレー |
| 2  | ニューヨーク   |
| 3  | ロンドン       |
| 4  | ボストン       |
| 5  | 北京           |
| 6  | ロサンゼルス   |
| 7  | テルアビブ     |
| 8  | 上海           |
| 9  | シアトル       |
| 10 | ソウル         |
| 11 | ワシントンDC   |
| 12 | 東京           |
| 13 | サンディエゴ   |
| 14 | アムステルダム |
| 15 | パリ           |
| 16 | ベルリン       |
| 17 | トロント       |
| 18 | シンガポール   |
| 19 | シカゴ         |
| 20 | シドニー       |

米不動産サービスJLLが2022年に発表した調査レポート「Innovation Geographies」によるイノベーションランキングは下記の通り。
| 1  | サンノゼ         |
| 2  | 東京             |
| 3  | サンフランシスコ |
| 4  | ボストン         |
| 5  | ニューヨーク     |
| 6  | ソウル           |
| 7  | パリ             |
| 8  | 北京             |
| 9  | ロンドン         |
| 10 | シアトル         |
| 11 | 上海             |
| 12 | シンガポール     |
| 13 | 深圳             |
| 14 | ロサンゼルス     |
| 15 | サンディエゴ     |
| 16 | テルアビブ       |
| 17 | トロント         |
| 18 | ベルリン         |
| 19 | オースティン     |
| 20 | ストックホルム   |

JLLによる人材集中度ランキングは下記通り。
| 1  | サンノゼ           |
| 2  | ボストン           |
| 3  | サンフランシスコ   |
| 4  | ロンドン           |
| 5  | 東京               |
| 6  | 北京               |
| 7  | ワシントンDC       |
| 8  | オースティン       |
| 9  | シアトル           |
| 10 | ベルリン           |
| 11 | ストックホルム     |
| 12 | チューリッヒ       |
| 13 | コペンハーゲン     |
| 14 | ブリュッセル       |
| 15 | パリ               |
| 16 | ダブリン           |
| 17 | シドニー           |
| 18 | トロント           |
| 19 | ニューヨーク       |
| 20 | ローリー・ダーラム |

## 日本の評価
米不動産サービスJLLが2019年に発表した調査レポート「Innovation Geographies」では、特許出願数などから「イノベーティブ都市ランキング」では、東京が2位となった。
これは、特許数などの技術分野が評価された。一方、Startup Genomeの調査によれば、東京の評価が低いのは接続性（Connectedness）であり、ミートアップの数やライフサイエンス系研究機関、ファンド、アクセラレーターなどのエコシステムが低評価である。

## 日本国内の動向
日本国内では、横浜市が『イノベーション都市・横浜』宣言を行い、起業や研究者、開発者の交流を活発にする宣言をしている。また、福岡市、大阪市、仙台市、札幌市、名古屋市、神戸市などでも独自のエコシステムを形成しようとする動きがある。例として、神戸市などではイノベーション専門官を雇用しようとする動きがある。